# Båulanjaure (Frostvikens socken, Jämtland, 720324-144394)
Båulanjaure är en sjö i Strömsunds kommun i Jämtland och ingår i Ångermanälvens huvudavrinningsområde. Sjön har en area på 0,559 kvadratkilometer och ligger 689,1 meter över havet.

## Delavrinningsområde
Båulanjaure ingår i det delavrinningsområde (720251-144524) som SMHI kallar för Utloppet av Båulanjaure. Medelhöjden är 722 meter över havet och ytan är 5,16 kvadratkilometer. Det finns inga avrinningsområden uppströms utan avrinningsområdet är högsta punkten. Vattendraget som avvattnar avrinningsområdet har biflödesordning 4, vilket innebär att vattnet flödar genom totalt 4 vattendrag innan det når havet efter 328 kilometer. Avrinningsområdet består mestadels av skog (76 procent) och kalfjäll (11 procent). Avrinningsområdet har 0,56 kvadratkilometer vattenytor vilket ger det en sjöprocent på 10,8 procent.